# Chatakonda
Chatakonda è una suddivisione dell'India, classificata come census town, di 2.701 abitanti, situata nel distretto di Khammam, nello stato federato del Telangana. In base al numero di abitanti la città rientra nella classe VI (meno di 5.000 persone).

## Geografia fisica
La città è situata a 17° 33' 0 N e 80° 39' 0 E e ha un'altitudine di 69 m s.l.m.

## Società

### Evoluzione demografica
Al censimento del 2001 la popolazione di Chatakonda assommava a 2.701 persone, delle quali 1.352 maschi e 1.349 femmine. I bambini di età inferiore o uguale ai sei anni assommavano a 343, dei quali 171 maschi e 172 femmine. Infine, coloro che erano in grado di saper almeno leggere e scrivere erano 1.481, dei quali 832 maschi e 649 femmine.